# Carlos Torres Torrija
Carlos Torres Torrija (Caracas, 14 de febrero de 1968) es un actor mexicano de origen venezolano.  

## Carrera
Hace su debut actoral en el año 1997, con Mirada de mujer como Marcos. Le siguen Tentaciones y Háblame de amor, en TV Azteca. En 2001, encarnó a Fernando en Amores, querer con alevosía. Ese mismo año, apareció en Lo que es el amor como Francisco. 
En 2002, apareció en la miniserie La virgen de Guadalupe y le siguió La hija del caníbal, junto a Javier Díaz Dueñas. En 2003, participó en Dos chicos de cuidado en la ciudad; y En 2010, interpretó a Leopoldo Polo en Prófugas del destino. En 2012, protagonizó Infames. En 2013, apareció en la telenovela La patrona de Telemundo, junto a Aracely Arámbula, Jorge Luis Pila y Christian Bach.

## Filmografía

### Televisión
- Desaparecida (2020)[1]
- Tijuana (2019)[2]
- Dos Lagos (2017) - Sr. Garrido
- Un día cualquiera (2016) - (Síndromes extraños "historia 2")
- Amor sin reserva (2014-2015) - Enrique
- El Señor de los Cielos (2014-2015) - Max Miravalle
- Fortuna (2013) - César Durán
- La patrona (2013) - Julio Montemar
- Infames (2012) - Juan José Benavides
- El octavo mandamiento (2011) - Gastón Valderrama
- Prófugas del destino (2011) - Leopoldo Estrada
- Vuélveme a querer (2009) - Dr. Alfredo Peña
- El juramento (2008) - Demián Martàin
- Mientras haya vida (2007) - Leonardo Montero
- Corazón partido (2005) - César Echarri
- Los plateados (2005) - Julián Olmedo
- Gitanas (2004) - Rafael Domínguez
- Zapata, amor en rebeldía (2004) - miniserie: Cevallos
- El poder del amor (2003)
- Dos chicos de cuidado en la ciudad (2003) - Mario
- Lo que es el amor (2001-2002) - Francisco
- Amores, querer con alevosía (2001) - Fernando
- Tío Alberto (2001) - Jacobo
- Háblame de amor (1999) - Álvaro Sotomayor
- Tentaciones (1998) - Federico
- Mirada de mujer (1997) - Marcos

### Cine
- La cama
- La cadenita
- Otro ladrillo en la pared
- Coyote 13
- La hija del caníbal
- Otilia
- El segundo aire
- La otra conquista
- El timbre